# 2009年東亞運動會單車比賽

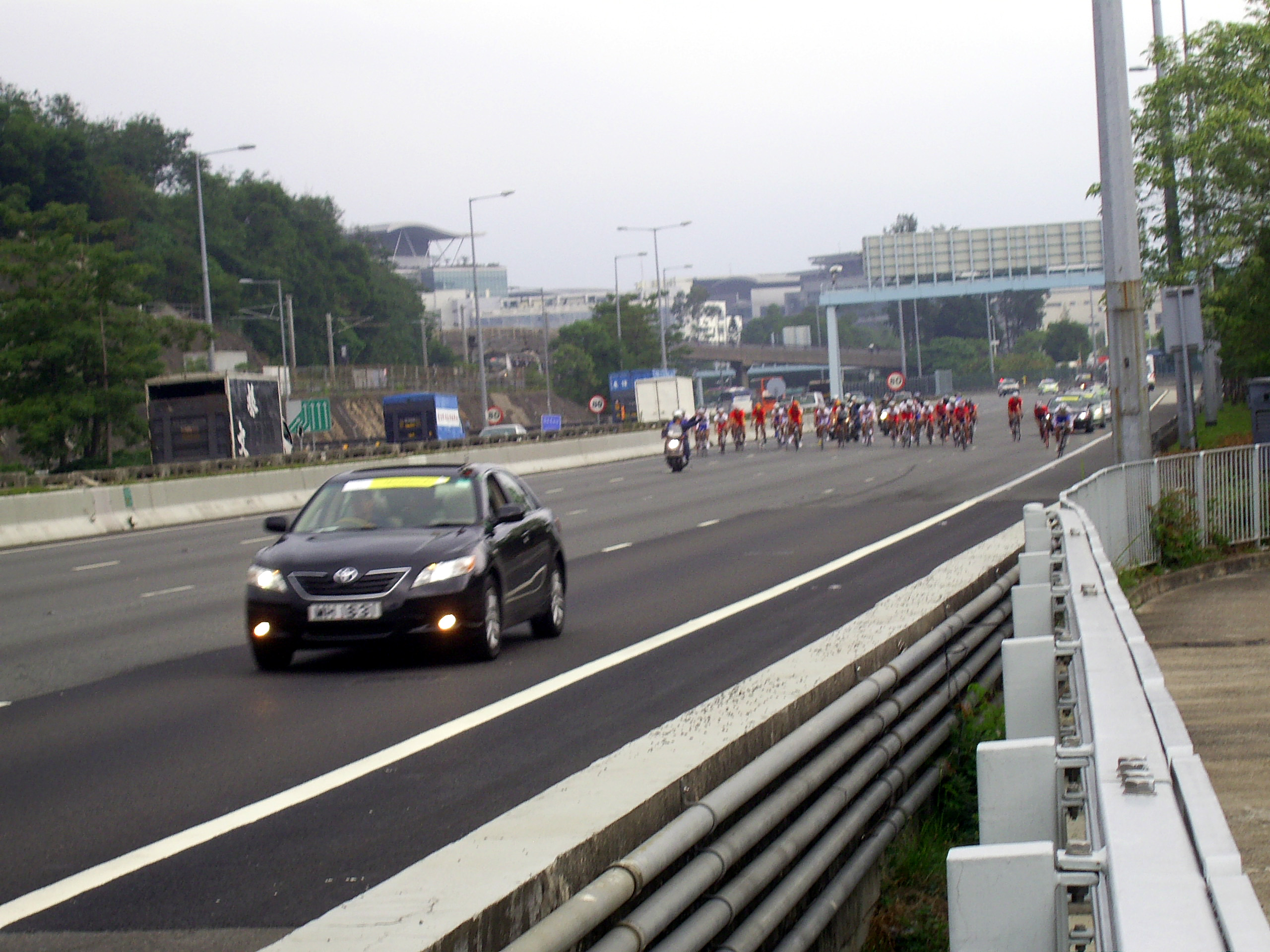
男子單車個人公路賽吐露港公路賽段

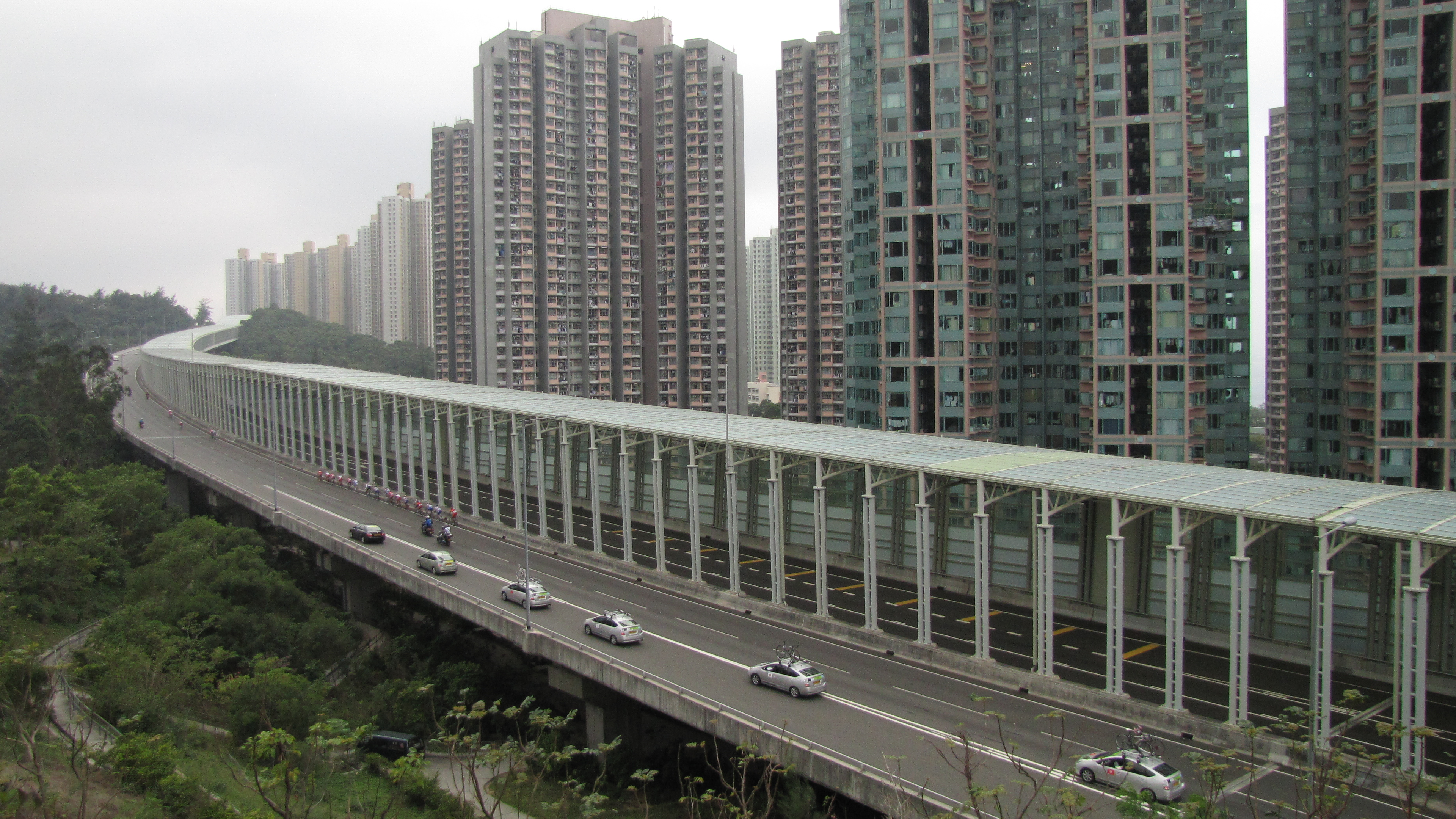
男子單車個人公路賽馬鞍山繞道賽段

2009年東亞運動會單車比賽是本屆東亞運新增的比賽項目，於12月5日至12日舉行，賽事設有10個小項。其中小輪車比賽會在香港賽馬會國際小輪車場舉行，室內單車比賽原定於將軍澳室內單車場及體育館舉行，而公路單車則會於新界公路上舉行，當中包括8號幹線及香港科學園至馬鞍山繞道等等。

## 獎牌分佈
| 項目             | 金牌                    | 银牌                    | 铜牌                    |
| 男子小輪車       | 王史提芬 · ( 香港)      | 三瓶將廣 · ( 日本)      | 趙志陽 · ( 中国)        |
| 女子小輪車       | 馬麗雲 · ( 中国)        | 三輪郁佳 · ( 日本)      | 姜楠楠 · ( 中国)        |
| 男子單人花式單車 | 王衡鏘 · ( 澳門)        | 余心怡 · ( 香港)        | 葉衍邦 · ( 香港)        |
| 男子雙人花式單車 | 余心怡/盧廷軒 · ( 香港) | 葉衍邦/余博文 · ( 香港) | 盧永仁/王衡鏘 · ( 澳門) |
| 男子單車球       | 日本                    | 香港                    | 澳門                    |
| 女子單人花式單車 | 關淑梅 · ( 澳門)        | 鄭羽臣 · ( 香港)        | 勞文輝 · ( 香港)        |
| 女子雙人花式單車 | 關淑賢/關淑梅 · ( 澳門) | 莫浩賢/黃文賢 · ( 香港) | 黃文軒/鄭雪賢 · ( 香港) |
| 男子個人公路賽   | 鄧宏業 · ( 香港)        | 楊英瀚 · ( 香港)        | 郭灝霆 · ( 香港)        |
| 女子個人公路賽   | 劉曉慧 · ( 中国)        | 黃合旬 · ( 中華臺北)    | 盛永豔 · ( 中国)        |
| 男子團體計時賽   | 日本                    | 中国                    | 香港                    |